# Stormzy/Diskografie
Diese Diskografie ist eine Übersicht über die musikalischen Werke des britischen Grime-Rappers Stormzy. Den Schallplattenauszeichnungen zufolge hat er bisher mehr als 24,8 Millionen Tonträger verkauft, davon alleine in seiner Heimat mehr als 22,8 Millionen. Seine erfolgreichste Veröffentlichung ist die Single Vossi Bop mit über 2,2 Millionen verkauften Einheiten.

## Alben

### Studioalben
| Jahr | Titel Musiklabel                         | Höchstplatzierung, Gesamtwochen, AuszeichnungChartplatzierungen (Jahr, Titel, Musiklabel, Platzierungen, Wochen, Auszeichnungen, Anmerkungen) | Höchstplatzierung, Gesamtwochen, AuszeichnungChartplatzierungen (Jahr, Titel, Musiklabel, Platzierungen, Wochen, Auszeichnungen, Anmerkungen) | Höchstplatzierung, Gesamtwochen, AuszeichnungChartplatzierungen (Jahr, Titel, Musiklabel, Platzierungen, Wochen, Auszeichnungen, Anmerkungen) | Anmerkungen                                                 |
| Jahr | Titel Musiklabel                         | DE | CH | UK | Anmerkungen                                                 |
| ---- | ---------------------------------------- | --- | --- | --- | ----------------------------------------------------------- |
| 2017 | Gang Signs & Prayer Merky Records        | — | CH38 (1 Wo.)CH | UK1 Platin · (91 Wo.)UK | Erstveröffentlichung: 24. Februar 2017 Verkäufe: + 317.500  |
| 2019 | Heavy Is the Head Atlantic Records (WMG) | DE84 (2 Wo.)DE | CH29 (9 Wo.)CH | UK1 Platin · (85 Wo.)UK | Erstveröffentlichung: 13. Dezember 2019 Verkäufe: + 345.000 |
| 2022 | This Is What I Mean 0207 Def Jam (UMG)   | DE96 (1 Wo.)DE | CH35 (2 Wo.)CH | UK1 Silber · (7 Wo.)UK | Erstveröffentlichung: 25. November 2022 Verkäufe: + 60.000  |

### Mixtapes
| Jahr | Titel Musiklabel              | Anmerkungen                |
| ---- | ----------------------------- | -------------------------- |
| 2013 | 168: The Mixtape Selbstverlag | Erstveröffentlichung: 2013 |

### EPs
| Jahr | Titel Musiklabel              | Anmerkungen                         |
| ---- | ----------------------------- | ----------------------------------- |
| 2014 | Dreamers Disease Selbstverlag | Erstveröffentlichung: 20. Juli 2014 |

## Singles

### Als Leadmusiker
| Jahr | Titel Album                                      | Höchstplatzierung, Gesamtwochen, AuszeichnungChartplatzierungen (Jahr, Titel, Album, Platzierungen, Wochen, Auszeichnungen, Anmerkungen) | Höchstplatzierung, Gesamtwochen, AuszeichnungChartplatzierungen (Jahr, Titel, Album, Platzierungen, Wochen, Auszeichnungen, Anmerkungen) | Höchstplatzierung, Gesamtwochen, AuszeichnungChartplatzierungen (Jahr, Titel, Album, Platzierungen, Wochen, Auszeichnungen, Anmerkungen) | Höchstplatzierung, Gesamtwochen, AuszeichnungChartplatzierungen (Jahr, Titel, Album, Platzierungen, Wochen, Auszeichnungen, Anmerkungen) | Anmerkungen                                                            |
| Jahr | Titel Album                                      | DE | AT | CH | UK | Anmerkungen                                                            |
| --- | ------------------------------------------------ | --- | --- | --- | --- | ---------------------------------------------------------------------- |
| 2014 | Not That Deep Dreamers Disease                   | — | — | — | — | Erstveröffentlichung: 23. November 2014                                |
| 2015 | Know Me From –                                   | — | — | — | UK49 Gold · (1 Wo.)UK | Erstveröffentlichung: 8. März 2015                                     |
| 2015 | Wicked Skengman 4 –                              | — | — | — | UK18 Silber · (7 Wo.)UK | Erstveröffentlichung: 11. September 2015                               |
| 2015 | Shut Up Gang Signs & Prayer                      | — | — | — | UK8 ×2Doppelplatin · (35 Wo.)UK | Erstveröffentlichung: 11. September 2015 B-Seite von Wicked Skengman 4 |
| 2015 | Dude –                                           | — | — | — | UK49 (1 Wo.)UK | Erstveröffentlichung: 30. Oktober 2015 mit Lethal Bizzle               |
| 2016 | Scary –                                          | — | — | — | UK— SilberUK | Erstveröffentlichung: 2. September 2016                                |
| 2016 | One Take Freestyle –                             | — | — | — | — | Erstveröffentlichung: 2. September 2016                                |
| 2016 | Standard –                                       | — | — | — | — | Erstveröffentlichung: 2. September 2016                                |
| 2017 | Big for Your Boots Gang Signs & Prayer           | — | — | — | UK6 ×2Doppelplatin · (22 Wo.)UK | Erstveröffentlichung: 3. Februar 2017                                  |
| 2017 | Cold Gang Signs & Prayer                         | — | — | — | UK21 Gold · (3 Wo.)UK | Erstveröffentlichung: 24. Februar 2017                                 |
| 2017 | Blinded by Your Grace, Pt. 2 Gang Signs & Prayer | — | — | — | UK7 ×2Doppelplatin · (28 Wo.)UK | Erstveröffentlichung: 27. Oktober 2017 feat. MNEK                      |
| 2019 | Vossi Bop Heavy Is the Head                      | — | — | — | UK1 ×3Dreifachplatin · (40 Wo.)UK | Erstveröffentlichung: 26. April 2019                                   |
| 2019 | Crown Heavy Is the Head                          | — | — | — | UK4 Platin · (12 Wo.)UK | Erstveröffentlichung: 21. Juni 2019                                    |
| 2019 | Sounds of the Skeng –                            | — | — | — | UK20 (7 Wo.)UK | Erstveröffentlichung: 6. September 2019                                |
| 2019 | Wiley Flow Heavy Is the Head                     | — | — | — | UK22 Gold · (9 Wo.)UK | Erstveröffentlichung: 15. September 2019                               |
| 2019 | Own It Heavy Is the Head                         | DE75 (1 Wo.)DE | AT57 (1 Wo.)AT | CH27 (11 Wo.)CH | UK1 ×3Dreifachplatin · (43 Wo.)UK | Erstveröffentlichung: 22. November 2019 feat. Ed Sheeran & Burna Boy   |
| 2019 | Audacity Heavy Is the Head                       | — | — | — | UK6 Gold · (10 Wo.)UK | Erstveröffentlichung: 11. Dezember 2019 feat. Headie One               |
| 2020 | Still Disappointed –                             | — | — | — | UK21 Silber · (3 Wo.)UK | Erstveröffentlichung: 10. Januar 2020                                  |
| 2020 | I Dunno –                                        | — | — | — | UK7 Platin · (22 Wo.)UK | Erstveröffentlichung: 29. Mai 2020 mit Tion Wayne & Dutchavelli        |
| 2022 | Die Hard Alpha Place                             | — | — | — | UK61 (1 Wo.)UK | Erstveröffentlichung: 5. Mai 2022 mit Knucks                           |
| 2022 | Mel Made Me Do It –                              | — | — | — | UK12 (6 Wo.)UK | Erstveröffentlichung: 22. September 2022                               |
| 2022 | Hide & Seek This Is What I Mean                  | — | — | — | UK7 Platin · (22 Wo.)UK | Erstveröffentlichung: 14. Oktober 2022                                 |
| 2022 | Firebabe This Is What I Mean                     | — | — | — | UK5 Silber · (9 Wo.)UK | Erstveröffentlichung: 10. November 2022                                |
| 2023 | Toxic Trait –                                    | — | — | — | UK11 (9 Wo.)UK | Erstveröffentlichung: 22. Juni 2023 feat. Fredo                        |
| 2023 | The Weekend –                                    | — | — | — | UK23 Silber · (12 Wo.)UK | Erstveröffentlichung: 21. Juli 2023 mit Raye                           |
| 2024 | Backbone –                                       | — | — | — | UK1 Platin · (22 Wo.)UK | Erstveröffentlichung: 8. August 2024 mit Chase & Status                |
| Folgende Lieder erschienen nicht als Single, wurden aber durch das Album zum Download und Streaming bereitgestellt und konnten somit eine Platzierung erlangen: |                                                  | | | | |                                                                        |
| |                                                  | | | | |                                                                        |
| 2017 | Bad Boys Gang Signs & Prayer                     | — | — | — | UK22 Silber · (3 Wo.)UK | feat. Ghetts & J Hus                                                   |
| 2017 | First Things First Gang Signs & Prayer           | — | — | — | UK25 Silber · (2 Wo.)UK |                                                                        |
| 2017 | Mr Skeng Gang Signs & Prayer                     | — | — | — | UK29 Silber · (3 Wo.)UK |                                                                        |
| 2017 | Cigarettes & Cush Gang Signs & Prayer            | — | — | — | UK30 Gold · (3 Wo.)UK | feat. Kehlani                                                          |
| 2017 | Velvet/Jenny Francis Gang Signs & Prayer         | — | — | — | UK48 (2 Wo.)UK |                                                                        |
| 2017 | Return of the Rucksack Gang Signs & Prayer       | — | — | — | UK53 (2 Wo.)UK |                                                                        |
| 2017 | 100 Bags Gang Signs & Prayer                     | — | — | — | UK58 (1 Wo.)UK |                                                                        |
| 2017 | Blinded by Your Grace, Pt. 1 Gang Signs & Prayer | — | — | — | UK59 (1 Wo.)UK |                                                                        |
| 2017 | Don’t Cry for Me Gang Signs & Prayer             | — | — | — | UK63 (1 Wo.)UK | feat. Raleigh Ritchie                                                  |
| 2017 | 21 Gun Salute Gang Signs & Prayer                | — | — | — | UK65 (1 Wo.)UK | feat. Wretch 32                                                        |
| 2017 | Lay Me Bare Gang Signs & Prayer                  | — | — | — | UK68 (1 Wo.)UK |                                                                        |
| 2017 | Crazy Titch Gang Signs & Prayer                  | — | — | — | UK100 (1 Wo.)UK |                                                                        |
| 2019 | Lessons Heavy Is the Head                        | — | — | — | UK9 Gold · (1 Wo.)UK |                                                                        |
| 2022 | This Is What I Mean                              | — | — | — | UK32 (2 Wo.)UK |                                                                        |

### Als Gastmusiker
| Jahr | Titel Album                                  | Höchstplatzierung, Gesamtwochen, AuszeichnungChartplatzierungen (Jahr, Titel, Album, Platzierungen, Wochen, Auszeichnungen, Anmerkungen) | Höchstplatzierung, Gesamtwochen, AuszeichnungChartplatzierungen (Jahr, Titel, Album, Platzierungen, Wochen, Auszeichnungen, Anmerkungen) | Höchstplatzierung, Gesamtwochen, AuszeichnungChartplatzierungen (Jahr, Titel, Album, Platzierungen, Wochen, Auszeichnungen, Anmerkungen) | Höchstplatzierung, Gesamtwochen, AuszeichnungChartplatzierungen (Jahr, Titel, Album, Platzierungen, Wochen, Auszeichnungen, Anmerkungen) | Anmerkungen                                                                          |
| Jahr | Titel Album                                  | DE | AT | CH | UK | Anmerkungen                                                                          |
| --- | -------------------------------------------- | --- | --- | --- | --- | ------------------------------------------------------------------------------------ |
| 2014 | I’m Fine Believe & Achieve: Episode 1        | — | — | — | — | Erstveröffentlichung: 12. Dezember 2014 Chip feat. Stormzy & Shalo                   |
| 2016 | Ambition Second                              | — | — | — | — | Erstveröffentlichung: 21. April 2016 Raye feat. Stormzy                              |
| 2016 | My Hood Durt                                 | — | — | — | — | Erstveröffentlichung: 5. Mai 2016 Ray BLK feat. Stormzy                              |
| 2016 | Aldrig igen (må sådär) Sherihan              | — | — | — | — | Erstveröffentlichung: 4. August 2016 Cherrie feat. Stormzy                           |
| 2017 | Power Glory Days                             | — | — | — | UK6 ×3Dreifachplatin · (32 Wo.)UK | Erstveröffentlichung: 26. Mai 2017 Little Mix feat. Stormzy                          |
| 2017 | Bridge over Troubled Water –                 | — | — | — | UK1 Silber · (6 Wo.)UK | Erstveröffentlichung: 21. Juni 2017 als Teil von Artists for Grenfell; Benefizsingle |
| 2017 | Momma’s Prayer Raised Under Grey Skies       | — | — | — | — | Erstveröffentlichung: 21. September 2017 JP Cooper feat. Stormzy                     |
| 2018 | Let Me Down Glory Days: The Platinum Edition | — | — | — | UK34 Gold · (10 Wo.)UK | Erstveröffentlichung: 18. Januar 2018 Jorja Smith feat. Stormzy                      |
| 2019 | Shine Girl Stacko                            | — | — | — | UK13 Silber · (9 Wo.)UK | Erstveröffentlichung: 31. Mai 2019 MoStack feat. Stormzy                             |
| 2019 | Take Me Back to London Stacko                | DE68 (1 Wo.)DE | — | — | UK1 ×3Dreifachplatin · (22 Wo.)UK | Erstveröffentlichung: 9. August 2019 Ed Sheeran feat. Stormzy                        |
| 2020 | Ain’t It Different Edna                      | DE53 (2 Wo.)DE | AT60 Gold · (1 Wo.)AT | CH65 (2 Wo.)CH | UK2 ×2Doppelplatin · (21 Wo.)UK | Erstveröffentlichung: 21. August 2020 Headie One feat. AJ Tracey & Stormzy           |
| 2020 | Flavour Music, Trial & Trauma: A Drill Story | — | — | — | UK43 (4 Wo.)UK | Erstveröffentlichung: 13. November 2020 Loski feat. Stormzy                          |
| 2021 | Skengman –                                   | — | — | — | UK50 (1 Wo.)UK | Erstveröffentlichung: 15. Januar 2021 Ghetts feat. Stormzy                           |
| 2021 | Clash We’re All Alone in This Together       | — | — | CH— GoldCH | UK2 ×2Doppelplatin · (35 Wo.)UK | Erstveröffentlichung: 9. Juli 2021 Dave feat. Stormzy                                |
| 2024 | Cry No More –                                | — | — | — | UK33 (6 Wo.)UK | Erstveröffentlichung: 19. April 2024 Headie One feat. Stormzy                        |
| Folgende Lieder erschienen nicht als Single, wurden aber durch das Album zum Download und Streaming bereitgestellt und konnten somit eine Platzierung erlangen: |                                              | | | | |                                                                                      |
| |                                              | | | | |                                                                                      |
| 2017 | Good Goodbye One More Light                  | DE65 (2 Wo.)DE | AT69 (1 Wo.)AT | CH49 (2 Wo.)CH | UK— SilberUK | Linkin Park feat. Pusha T & Stormzy                                                  |
| 2017 | Ask Flipz 7 Days                             | — | — | — | UK30 Silber · (6 Wo.)UK | Krept & Konan feat. Stormzy                                                          |
| 2020 | Real Life Twice as Tall                      | — | — | — | UK54 Silber · (11 Wo.)UK | Burna Boy feat. Stormzy                                                              |
| 2020 | Plus jamais Aya                              | — | — | CH24 (5 Wo.)CH | — | Charteinstieg: 22. November 2020 Aya Nakamura feat. Stormzy                          |

## Sonderveröffentlichungen
Remixe
- 2014: Jacob Banks feat. Stormzy & Wretch 32 – Move with You
- 2014: Loick feat. Stormzy, Squeeks & Youngs Teflon – Nobody
- 2015: Yungen feat. Sneakbo, Stormzy, Bashy, Angel, Benny Banks, Ghetts & Cashtastic – Ain’t on Nuttin’ (Part 2)
- 2015: G FrSH feat. Stormzy & Tinie Tempah – Sometimes
- 2015: Raleigh Ritchie feat. Tempa T, Stormzy & Ghetts – The Greatest (Star.One Remix)
- 2015: Nick Jonas feat. Stormzy – Chains
- 2016: Solo 45 feat. Fekky, Stormzy, Tempa T, Wiley, Lethal Bizzle & Rou – Feed ’Em to the Lions

## Statistik

### Chartauswertung
|                     | DE    | AT    | CH    | UK    |
| ------------------- | ----- | ----- | ----- | ----- |
| Nummer-eins-Alben   | DE—DE | AT—AT | CH—CH | UK3UK |
| Top-10-Alben        | DE—DE | AT—AT | CH—CH | UK3UK |
| Alben in den Charts | DE2DE | AT—AT | CH3CH | UK3UK |

|                       | DE    | AT    | CH    | UK     |
| --------------------- | ----- | ----- | ----- | ------ |
| Nummer-eins-Singles   | DE—DE | AT—AT | CH—CH | UK5UK  |
| Top-10-Singles        | DE—DE | AT—AT | CH—CH | UK16UK |
| Singles in den Charts | DE4DE | AT3AT | CH4CH | UK47UK |

### Auszeichnungen für Musikverkäufe
| Silberne Schallplatte - Vereinigtes Königreich - 2022: für das Lied Birthday Girl - 2022: für das Lied Rainfall - 2023: für das Lied Pop Boy - 2023: für das Lied One Second - 2023: für das Lied Superheroes - 2025: für das Lied Big Michael Goldene Schallplatte - Australien - 2020: für die Single Own It - Brasilien - 2020: für die Single Own It - Dänemark - 2019: für das Album Gang Signs & Prayer - 2021: für die Single Take Me Back to London - 2022: für die Single Crown - 2023: für die Single Clash - 2023: für die Single Power - 2023: für die Single Ain’t It Different - Frankreich - 2025: für die Single Power - Neuseeland - 2020: für das Album Gang Signs & Prayer - 2024: für die Single Backbone - Polen - 2021: für die Single Take Me Back to London - 2024: für die Single Vossi Bop - Portugal - 2020: für die Single Own It | Platin-Schallplatte - Australien - 2021: für die Single Ain’t It Different - 2023: für die Single Clash - Dänemark - 2020: für die Single Own It - 2021: für die Single Vossi Bop - 2024: für die Single Shut Up - Kanada - 2023: für die Single Take Me Back to London - Neuseeland - 2020: für die Single Power - 2022: für die Single Shut Up - 2024: für das Album Heavy Is the Head - Polen - 2024: für die Single Power - Schweden - 2016: für die Single Aldrig igen (må sådär) 2× Platin-Schallplatte - Brasilien - 2021: für die Single Power - Dänemark - 2025: für das Album Heavy Is the Head - Neuseeland - 2022: für die Single Vossi Bop - Schweden - 2023: für die Single Vossi Bop 3× Platin-Schallplatte - Australien - 2022: für die Single Vossi Bop Diamantene Schallplatte - Frankreich - 2022: für die Single Plus jamais |

Anmerkung: Auszeichnungen in Ländern aus den Charttabellen bzw. Chartboxen sind in ebendiesen zu finden.
| Land/RegionAuszeichnungen für Musikverkäufe (Land/Region, Auszeichnungen, Verkäufe, Quellen) | Silber       | Gold       | Platin       | Diamant  | Verkäufe   | Quellen              |
| -------------------------------------------------------------------------------------------- | ------------ | ---------- | ------------ | -------- | ---------- | -------------------- |
| Australien (ARIA)                                                                            | —            | Gold1      | 5× Platin5   | —        | 385.000    | aria.com.au          |
| Brasilien (PMB)                                                                              | —            | Gold1      | 2× Platin2   | —        | 100.000    | pro-musicabr.org.br  |
| Dänemark (IFPI)                                                                              | —            | 6× Gold6   | 5× Platin5   | —        | 545.000    | ifpi.dk              |
| Frankreich (SNEP)                                                                            | —            | Gold1      | —            | Diamant1 | 433.333    | snepmusique.com      |
| Kanada (MC)                                                                                  | —            | —          | Platin1      | —        | 80.000     | musiccanada.com      |
| Neuseeland (RMNZ)                                                                            | —            | 2× Gold2   | 5× Platin5   | —        | 157.500    | radioscope.co.nz NZ2 |
| Österreich (IFPI)                                                                            | —            | Gold1      | —            | —        | 15.000     | ifpi.at              |
| Polen (ZPAV)                                                                                 | —            | 2× Gold2   | Platin1      | —        | 100.000    | olis.pl              |
| Portugal (AFP)                                                                               | —            | Gold1      | —            | —        | 5.000      | Einzelnachweise      |
| Schweden (IFPI)                                                                              | —            | —          | 3× Platin3   | —        | 200.000    | sverigetopplistan.se |
| Schweiz (IFPI)                                                                               | —            | Gold1      | —            | —        | 10.000     | hitparade.ch         |
| Vereinigtes Königreich (BPI)                                                                 | 20× Silber20 | 7× Gold7   | 28× Platin28 | —        | 22.860.000 | bpi.co.uk            |
| Insgesamt                                                                                    | 20× Silber20 | 23× Gold23 | 50× Platin50 | Diamant1 |            |                      |